# ТЕС Бекасі
6°16′11″ пд. ш. 107°9′35″ сх. д. / 6.26972° пд. ш. 107.15972° сх. д.
ТЕС Бекасі – теплова електростанція на заході індонезійського острова Ява. 
В 2013 році на майданчику станції став до ладу парогазовий блок комбінованого циклу потужністю 130 МВт, у якому дві газові турбіни потужністю по 42 МВт живлять через відповідну кількість котлів-утилізаторів парову турбіну з показником 50 МВт. 
Станція використовує природний газ (майданчик ТЕС знаходиться поблизу траси Західнояванського газопроводу).
Видача продукції відбувається по ЛЕП, розрахованій на роботу під напругою 150 кВ.